# Théâtre provisoire de Prague
Le Théâtre provisoire de Prague (en tchèque : Prozatímní divadlo, prononcé en tchèque : /ˈprozaciːmɲiː ˈɟɪvadlo/) a été érigé en 1862 comme siège temporaire pour le théâtre et l'opéra tchèques jusqu'à ce qu'un théâtre national permanent puisse être construit. Il a ouvert ses portes le 18 novembre 1862 et a fonctionné pendant 20 ans, au cours desquels plus de 5 000 représentations ont été présentées. Entre 1866 et 1876, le théâtre a organisé les premières de quatre opéras de Bedřich Smetana, dont La Fiancée vendue. Le bâtiment du Théâtre provisoire a finalement été intégré à la structure du Théâtre national, qui a ouvert ses portes le 11 juin 1881.

## Débuts

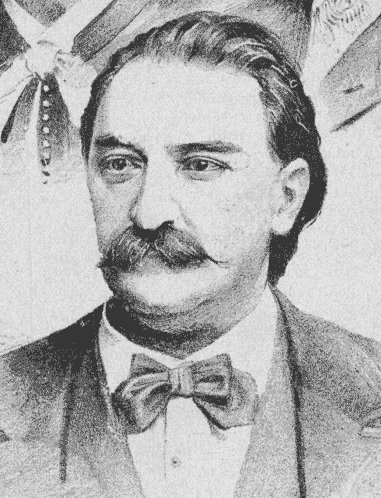
Jan Nepomuk Maýr, chef principal du Théâtre Provisoire de Prague

Avant le début des années 1860, presque toutes les institutions culturelles de Prague, y compris le théâtre et l'opéra, étaient aux mains des Autrichiens. La Bohême était une province de l'empire des Habsbourg, et sous le règne absolutiste de ce régime, la plupart des aspects de la culture tchèque et de la vie nationale avaient été découragés ou supprimés. L'absolutisme a été formellement aboli par un décret de l'empereur François-Joseph le 20 octobre 1860, qui a conduit à un renouveau culturel tchèque. La Diète de Bohême (parlement) avait acquis un site à Prague sur les rives de la Vltava, et en 1861 a lancé une souscription publique, qui a levé une somme de 106 000 florins. Cela couvrait les coûts de construction d'un petit théâtre de 800 places, qui servirait de maison pour la production de théâtre et d'opéra tchèques tandis que des plans à plus long terme pour un théâtre national permanent pourraient être mis en œuvre. Le théâtre provisoire a ouvert ses portes le 18 novembre 1862, avec une représentation du drame tragique de Vítězslav Hálek (en), Le Roi Vukašín. Comme il n'y avait à l'époque aucun opéra tchèque jugé approprié, le premier opéra joué au théâtre, le 20 novembre 1862, était Les Deux Journées de Cherubini. Pendant la première année environ de sa vie, le Théâtre provisoire alternait quotidiennement l'opéra et les pièces de théâtre, mais à partir du début de 1864, des représentations d'opéra étaient données quotidiennement.

## Historique

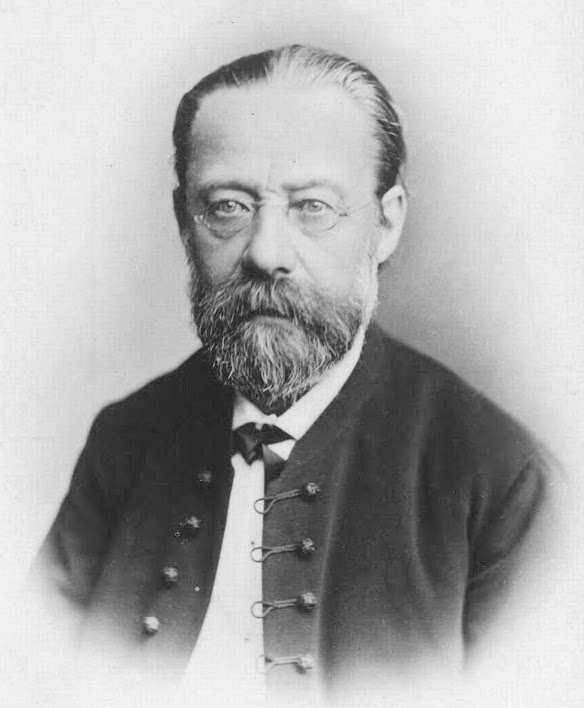
Bedřich Smetana, qui a succédé à Maýr en tant que chef principal, et a été à son tour remplacé par lui

Le premier chef principal (ou directeur musical) du Théâtre provisoire, nommé à l'automne 1862, a été Jan Nepomuk Maýr, à la grande déception de Smetana, qui avait lui-même espéré le poste. Maýr a occupé le poste jusqu'en septembre 1866 ; son mandat a été marqué par une rivalité professionnelle avec Smetana, qui a critiqué le conservatisme du théâtre et l'échec à remplir sa mission de promouvoir l'opéra tchèque. Maýr a riposté en refusant de diriger Les Brandebourgeois en Bohême (en) de Smetana. Un changement dans la direction du théâtre en 1866 a conduit à la destitution de Maýr et à son remplacement par Smetana, qui a occupé le poste pendant huit ans. Le parti pris de Maýr en faveur de l'opéra italien a été remplacé par le répertoire plus équilibré de Smetana, qui mélangeait des pièces italiennes, allemandes et françaises avec les œuvres slaves et tchèques qu'il pouvait trouver. Outre ses propres compositions (The Bartered Bride, The Brandenburgers in Bohemia and Dalibor, Smetana a présenté des œuvres des compositeurs tchèques Lepold Eugen Měchura et Josef Rozkošný, mais a néanmoins été attaqué par certaines parties de l'establishment musical pour avoir donné un encouragement insuffisant aux talents naissants. Les efforts pour le chasser de son poste, et pour réintégrer Maýr, ont été infructueux.
Smetana est responsable de la création d'une école indépendante rattachée au théâtre. Il est devenu directeur de l'école et professeur de théorie. Cependant, en 1874, Smetana a été atteint de surdité, ce qui l'a obligé à céder ses fonctions de chef principal à son assistant Adolf Čech, et à démissionner de son poste plus tard dans l'année. Maýr a été reconduit à la direction de l'école ; il ne manifestait aucun intérêt pour l'école, qui a partiellement fermé. Le Théâtre provisoire a continué d'être le lieu principal de l'opéra tchèque. Plusieurs des œuvres d'Antonín Dvořák y ont été créées. En 1881, le théâtre a été incorporé dans le bâtiment du Théâtre national tchèque, qui a ouvert ses portes le 11 juin. Peu de temps après, le nouveau bâtiment a été gravement endommagé par un incendie et est resté fermé pendant deux ans. Pendant cette période, le théâtre provisoire a continué à fonctionner, en utilisant d'autres locaux de théâtre. Au cours de sa vie, le théâtre provisoire a monté plus de 5 000 représentations.

## Sources
- John Clapham, Smetana (Master Musicians series), Londres, J.M. Dent, 1972 (ISBN 0-460-03133-3)
- Brian Large, Smetana, Londres, Duckworth, 1970 (ISBN 0-7156-0512-7)
- « The National Theatre », Narodni divaldo (consulté le 17 juillet 2009)
- Marta Ottlová, « Smetana, Bedřich », dans Grove Music Online, ed. Laura Macy (lire en ligne [archive du 1er juin 2013]) (archive du 1 June 2013) (consulté le 12 mai 2009)
- Michael Steen, The Lives and Times of the Great Composers, Londres, Icon Books, 2003 (ISBN 978-1-84046-679-9)
- « The historical development of Czech theatre » [archive du 30 avril 2009], Ministry of Foreign Affairs of the Czech Republic (consulté le 17 juillet 2009)